# اسرا گومش
اسرا گومش (انگلیسی: Esra Gümüş؛ زادهٔ ۲ اکتبر ۱۹۸۲) بازیکن والیبال اهل ترکیه عضو تیم ملی ترکیه و تیم اجزاجیباشی است.
اسرا با ترکیه مدال برنز جایزه بزرگ گرندپری ۲۰۱۲ و مدال نقره قهرمانی اروپا ۲۰۰۳ را در ترکیب تیم تجربه کرده است.